# Villers-sous-Ailly
Villers-sous-Ailly é uma comuna francesa na região administrativa de Altos da França, no departamento de Somme. Estende-se por uma área de 6,26 km². Em 2010 a comuna tinha 181 habitantes (densidade: 28,9 hab./km²).